# 环十五烷
环十五烷是一种大环有机化合物，化学式为C15H30，它可以噻吩和1,5-二溴戊烷为原料，经多步反应得到1,4(2,5)-二噻吩杂环九蕃-5-烯后，再催化氢化制得。它也可以在二氧化硅负载的五甲基钨催化环辛烷复分解反应中作为产物之一生成。